# 카림 압둘 자바
카림 압둘자바(아랍어: كريم عبد الجبار, 영어: Kareem Abdul-Jabbar, 1947년 4월 16일 ~ )는 미국의 전 농구 선수로 마이클 조던 등과 함께 NBA 역사상 최고의 선수 중 한 명으로 평가받는다. 1996년 NBA로부터 미 프로농구 역사상 가장 위대한 선수 50인 중 일인으로 선정되기도 하였다.
1969년에 밀워키 벅스에서 데뷔하여 1989년에 은퇴할 때까지 통산득점 38,387점을 기록하였고, 현재 이 기록은 NBA 역대 통산득점 2위이다.  또한 "스카이훅" 슛의 원조이기도 한 압둘 자바는 6회의 MVP(1971년, 1972년, 1974년, 1976년, 1977년, 1980년)로 선정되었고, 6회의 챔피언십(1971년, 1980년, 1982년, 1985년, 1987년 ~ 88년)을 우승하였다.
캘리포니아 대학교 로스엔젤레스 캠퍼스 석사 과정을 이수하였으며 2005년에는 로스앤젤레스 레이커스의 센터 코치를 맡기도 하였다.

## 어린 시절
뉴욕에서 페르디난드 루이스 앨신더 주니어(Ferdinand Lewis Alcindor, Jr.)라는 본명으로 태어났다.  과보호적 모친과 엄한 부친의 단 하나의 자식이었던 그는 분개되는 데 자라왔다.  할렘의 학교 시스템에서 멀리 장신의 소년인 앨신더는 자신의 급우들에 의하여 변덕같이 보였다.  현재 현존하지 않는 파워 메모리얼(Power Memorial)에서 뉴욕 고등학교의 농구를 지배한 후, 그는 캘리포니아 대학교 로스앤젤레스에 입학하여 존 우든의 세력가 브루인스를 위하여 활약하였다.

## 대학 경력
앨신더는 단순하게 대학 순위들을 지배하였다.  NCAA의 규칙들이 대학 수준에서 활약으로부터 신입생들을 방지한 이유로 자신의 첫 시즌에 경기에 나가지 못한 후, 그는 스포팅 뉴스, 어소시에이티드 프레스와 미국 농구 작가 협회에 의하여 2회의 "올해의 선수"(1967년, 1969년)로 선발되었다.  그는 또한 올아메리칸 선수와 1967년, 1968년과 1969년 NCAA 토너먼트에서 가장 두드러진 선수로 임명되기도 하였다.  앨신더가 중반에 책임을 맡으면서 우든과 캘리포니아 대학교 로스앤젤레스는 3개의 국내 챔피언십을 집어 넣었다.

## NBA 경력

### 밀워키 벅스 (1969년 ~ 1975년)

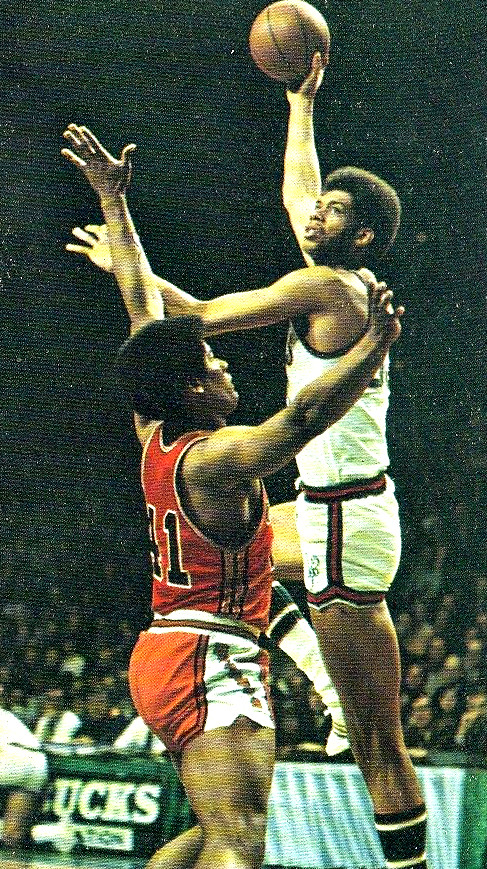
웨스 언셀드에 스카이훅 슛을 쏘는 앨신더

밀워키 벅스는 1969년 NBA 드래프트에서 앨신더를 전체 1위 선택으로 만들 때 자신들의 2번째 시즌에만 있었다.  (벅스의 첫 시즌은 27 승 55 패에서 잊혀지기 쉬어왔고, 팀은 피닉스 선스에 첫 선발을 위하여 동전 던지기를 이겼다.)  그 시간은 새로운 센터가 리그를 지배하는 데 익숙하였다.  빌 러셀은 겨우 보스턴 셀틱스를 떠났고, 윌트 체임벌린은 아직도 효과적이었어도 거의 35세였다.  앨신더가 1969~1970 시즌에 타면서 벅스는 56 승 26 패의 기록과 함께 이스턴 디비전에서 2위로 올라갔다.  앨신더는 즉시의 스타 선수였으며 득점에서 리그 2위(28.8)와 리바운드에서 3위(14.5)에 놓였다.  그는 수월하게 "NBA 올해의 신인" 상을 수상하였다.
오프 시즌 동안 벅스는 NBA 타이틀로 자신들의 표를 위하여 신시내티 로열스로부터 31세 가드 오스카 로버트슨을 이적시켰다.  보비 댄드리지, 존 맥글록클린, 그렉 스미스와 어린 루시어스 앨런의 성원적 선수들과 함께 20개의 연속적 우승 기록을 포함하여 1970 ~ 1971 시즌에 리그 최고의 66개의 승리들을 기록하였다.  앨신더는 리바운드에서 4위(16.0)를 하는 동안 자신의 첫 NBA MVP 상과 첫 득점 타이틀(31.7 포인트)을 수상하였다.  벅스는 플레이오프들에서 12 대 1로 갔고, 리그 역사상 2번째 만의 NBA 결승전 휩씀에서 볼티모어 불리츠를 재빨리 해치웠다.  앨신더는 결승전 MVP로 임명되었다.
1971~1972 시즌이 오기 전에 앨신더는 로마 가톨릭으로부터 이슬람교로 개종하여 "고귀하고 강력한 하인"을 의미하는 카림 압둘 자바라는 이름을 택하였다.  그는 확실히 고귀하고 강력한 선수였으며, 벅스와 함께 우수한 세월을 즐겼다.  1971~1972 시즌에 그는 득점 챔피언(34.8)과 NBA의 MVP로 되풀이 하였고, 벅스는 4연속 해의 2년째 디비전 지도 팀으로 되풀이 하였다.  1973~1974 시즌에 압둘 자바는 리그에서 자신의 5년째 만의 해에 3번째 MVP 상을 수상하고, 4개의 분류들(득점 (27.0, 3위), 리바운드 (14.5, 4위), 블록슛 (283, 2위)와 필드골 퍼센티지 (.539, 2위))에서 NBA의 톱 5 중에 놓였다.
벅스는 1974년 NBA 결승전에 돌아왔으나 6 피트 9 인치의 센터 데이브 코언스와 35세의 로버트슨을 위하여 너무 빠르게 증명한 가드들에 의하여 지도된 셀틱스에게 패하였다.
로버트슨은 플레이오프들 후에 은퇴하여 벅스의 디비전 타이틀의 일렬을 끝냈다.  팀은 38 승 44 패의 기록과 함께 1974~1975 시즌에서 마지막 순위에 놓였다.

### 로스앤젤레스 레이커스 (1975년 ~ 1989년)

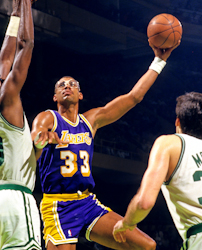
1980년대 후반 로스앤젤레스 레이커스와 함께

벅스에서 자신의 거대한 성공에 불구하고, 압둘 자바는 자신의 종교적과 문화적 믿음들을 나눈 사람들의 부족의 이유로 행복하지 않아 나가려고 원하였다.  그는 뉴욕 닉스 혹은 로스앤젤레스 레이커스로 자신이 이적되는 것을 요청하였고, 벅스의 총지배인 웨인 엠브리는 1975년 주니어 브리지먼, 데이브 마이어스, 엘모어 스미스와 브라이언 윈터스를 위하여 압둘 자바를 레이커스로 보냈다.  2번째 압둘 자바 왕조가 실현될 무렵이었다.
레이커스의 30 승 52 패의 기록과 1974~1975 시즌에서 마지막으로 오는 것을 설명하는 데 도움을 준 사실로 체임벌린은 2년 일찍이 은퇴하였다.  압둘 자바는 레이커스에서 자신의 첫 시즌에 대략 10개의 경기 전환을 가져오는 도움을 주었다.  그의 공헌들 (27.7 포인트, 16.9 리바운드)은 리그에서 7년의 세월 만에 자신의 4번째인 또다른 NBA MVP 상을 그에게 수여하였다.
이어진 시즌에 제리 웨스트가 레이커스의 총감독으로 기용되었고, 그는 리그 최고의 53 승 29 패의 기록과 함께 팀을 1위의 자리로 도로 지도하였다.  26.2 포인트, 13.3 리바운드, .579 필드골 퍼센티지와 261 블록과 함께 압둘 자바는 8년의 세월에 5번째로 MVP로 임명되어 셀틱스의 전설 빌 러셀의 기록을 동점매겼다.  그러나 레이커스는 컨퍼런스 결승전에서 자신들의 소유의 무시무시한 거구 빌 월턴을 가진 챔피언십에 화합한 포틀랜드 트레일블레이저스에 의하여 휩쓸어졌다.
압둘 자바의 최고의 노력들에 불구하고, 레이커스는 이어진 2년의 세월의 각각에서 자신들의 디비전에 중간에서 끝났다.  시즌의 개막에서 벅스의 신인 선수 켄트 벤슨과 싸움에서 자신의 손이 부러진 후, 1977~1978 시즌에서 자신이 20개의 경기들을 놓쳤어도 그는 지속적으로 큰 수의 기록들로 게시하였다.  어린 선수들 자말 윌키스와 놈 닉슨이 약속한 것으로 보였으나 레이커스는 그럼에 불구하고 평범에 빠졌다.
1979년 유타 재즈로부터 얻은 첫 라운드 드래프트를 이용한 레이커스는 미시간 주립 대학교로부터 6 포인트 9 인치 가드 매직 존슨을 선발하였다.  존슨의 도착은 압둘 자바를 5개 더의 챔피언십 링을 가져온 10년간의 시작으로 특정을 지었다.  "쇼 타임"으로 알려지는 데 온 전격적 패스트 브레이크와 함께 레이커스는 압둘 자바의 경력의 최종적 10년에서 9개의 디비전 타이틀을 우승하였다.
존슨의 첫 시즌에서 레이커스는 60개의 경기들을 우승하였고, 그는 1980년 NBA 챔피언십으로 향하는 16개의 포스트 시즌 경연들 중 4개 만을 패하였다.  영원한 2명의 슈퍼스타들을 연결한 순간에서 존슨은 필라델피아 세븐티식서스를 상대로 NBA 결승전의 6번째 경기에서 부상을 당한 압둘 자바를 위하여 센터를 뛰어 올랐다.  압둘 자바는 레이커스가 이끄는 시리즈를 차지하는 것에 도움을 주는 데 40 포인트를 득점한 후 5번째 경기에서 자신의 발목을 삐었다.  33세의 센터는 6번째에서 활약하지 못하여 20세의 신인 선수가 압둘 자바의 포지션을 차지하고 작성된 42 포인트, 15 리바운드와 7 어시스트로 가 레이커스를 123 대 107의 승리와 챔피언십으로 이끌었다.  시즌을 위하여 압둘 자바(24.8 포인트, 10.8 리바운드)는 6번째 MVP 상 기록을 수상하면서 더욱 나아가 역사상 자신의 자리를 굳히었다.
압둘 자바는 다음의 6개의 시즌을 위하여 지속적으로 최소한 20 포인트에서 평균하였다.  그의 리바운드 평균은 자신들의 요금을 가져가기 시작한 포지션을 위한 수용과 전투의 해로서 6과 8 사이로 떨어졌다.  그러나 선수들의 막대한 다수가 은퇴한 나이에 그는 자신의 30대 후반에서 정돈되고 강건하여 한 경기에 32분에서 35분 활약을 할 수 있을 때 두드러진 형상으로 남아있었다.
자신 경력의 최종의 세월에 압둘 자바의 건강 적합성 프로그램이 이전보다 더욱 중요해졌다.  그는 자신의 팔과 다리들을 강하고 유연하게 지키는 데 요가와 무술을 연습하였고,  스트레스를 줄이는 데 여러 경기 전에 중재하였다.
1984년 4월 5일 라스베이거스에 열린 재즈를 상대로 경기에서 압둘 자바는 아마 자신의 가장 좋은 순간을 가졌다.  매직 존슨으로부터 패스를 가져간 압둘 자바는 핑핑 돌고 후프를 향하여 자신의 트레이드마크 "스카이훅"을 발사하였다.  그 날은 NBA의 사상 지도적인 득점자로서 압둘 자바에게 윌트 체임벌린을 통과한 31,429번째 경력 포인트를 주었다.
레이커스는 1979~1980 시즌과 1988~1989 시즌 사이에 10개의 시즌들에서 8번이나 NBA 결승전에 도달하였다.  그들은 셀틱스와 세븐티식서스를 각각 2번, 그리고 디트로이트 피스턴스를 1번 꺾으면서 5개의 타이틀을 우승하였다.  셀틱스를 상대로 1985년 시리즈는 아무 압둘 자바를 위하여 가장 만족이었다.  38세의 나이로 리그의 시니어 센터는 많은 관찰자들에 의하여 씻어 내려지는 데 생각되었다.  첫번째 경기에서 그들을 괜챦은 것 같이 보였어도 압둘 자바는 로버트 패리시와 자신의 매치업에서 12 포인트와 3 리바운드 만을 가졌다.  셀틱스는 "기념의 날의 대학살"로 알려지게 된 148 대 114의 우승으로 낙승하였다.
2번째 경기에서 압둘 자바는 레이커스의 109 대 102의 우승에서 30 포인트, 17 리바운드, 8 어시스트와 2 블록슛을 기록하였다.  레이커스는 6개의 경기들에서 시리즈를 우승하였다.  레이커스의 4개의 승리들에서 압둘 자바는 30.2 포인트, 11.3 리바운드, 6.5 어시스트와 2.0 블록슛을 평균하였다.  하나의 추억적인 연속에서 압둘 자바는 리바운드를 잡아 코트의 길이를 몰면서 스카이훅을 일격하였다.  그는 파이널 MVP로 임명되었다.
자바는 1985년의 챔피언십은 아마 자신의 6개 타이틀 중 가장 달콤해 온 것이었다고 말하였다.  그 일은 보스턴 가든의 바닥과 빌 러셀의 지배 동안 겨우 1년 전과 다른 시간들에 레이커스를 꺾은 셀틱스에 우승이었다.
1986~1987 시즌에 레이커스는 다시 NBA 챔피언십을 위하여 셀틱스를 꺾었다.  압둘 자바가 훌륭하게 활약하였어도 시리즈의 MVP 매직 존슨이 스타 선수였다.  정규 시즌 동안 압둘 자바는 자신 경력 처음으로 한 경기에 20 포인트 (17.5 포인트) 아래로 내렸다.  40세의 나이에 그는 2년 더 활약하는 데 계약을 맺었다.  이어진 해 피스턴스에 레이커스의 승리는 1968년 ~ 69년 시즌에 셀틱스가 NBA 챔피언으로서 되풀이한 이래 그들을 첫 팀으로 만들었다.
압둘 자바의 마지막 시즌인 1988~1989 시즌에서 레이커스는 피스턴스를 상대로 리매치에서 결승전으로 돌아왔다.  압둘 자바는 24 포인트와 13 리바운드와 함께 3번째 경기에서 시즌 사상의 기록을 득점하였으나 존슨과 바이런 스캇이 둘다 햄스트링 부상을 겪어 레이커스는 휩쓸어졌다.  자신의 마지막 경기에서 압둘 자바는 7 포인트와 3 리바운드를 기록하였다.  정규 시즌 동안 그는 처음으로 필드로부터 .500 이하를 슈팅 (.475) 하였고 경력 최저의 10.1 포인트를 평균하였다.
압둘 자바의 은퇴는 NBA를 위한 그 시기의 종말에 특정을 지었다.  20년의 세월과 1,560개의 경기들을 걸친 경력으로부터 28,387 포인트 (24.6), 17,440 리바운드 (11.2), 3,189 블록과 .559 필드골 퍼센티지와 함께 아마 전혀 앞서지 않은 경기의 사상 득점자로서 그는 경기를 떠났다.  그는 787개의 연속적 경기들에서 2배의 수에 득점하였다.

## 영화 배우
영화 배우로서 활동하면서 대표작으로는 이소룡이 주연으로 나온 《사망유희》(1978, 하킴 역), 《이소룡 - 전사의 여행》(2000, 다큐멘터리)와 《액션 진기명기》(1990, 다큐멘터리), 《에어플레인》(1980, 로저 머독 역)이 있다.

## 은퇴 후

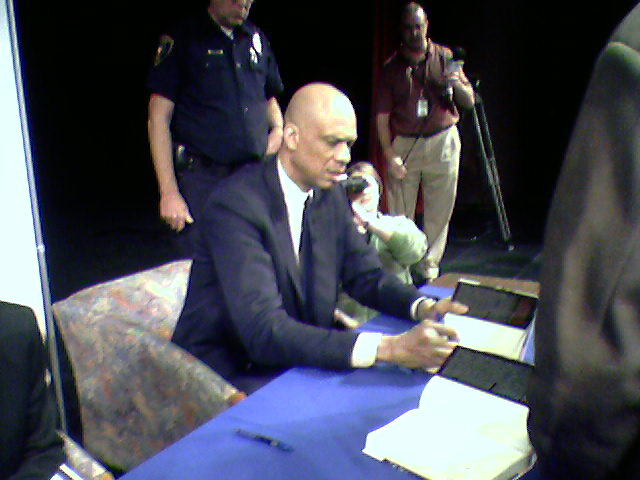
자신의 책을 서명하는 압둘 자바

은퇴한 이래 압둘 자바는 몇몇의 책들을 집필하고, 연예계에서 일하였으며 기아와 문맹을 퇴치하는데 도움을 주는 한편, "농구 홍보 대사"로 지내면서 코치와 방송인 같은 다양한 곳에서 일하였다.
1995년 압둘 자바는 네이스미스 농구 명예의 전당으로 헌액되었다.
2008년 12월 혈액암의 일종인 필라델피아 염색체 양성 만성 골수성 백혈병에 걸려 현재 투병 중인 것으로 2009년 11월 12일 알려졌다.
2012년 그는 힐러리 클린턴 국무 장관에 의하여 미국 지구촌 문화 대사로 임명되었다.  2016년 버락 오바마는 그에게 대통령 자유 훈장을 수여하였다.